# Chichester (dystrykt)
Chichester – dystrykt w hrabstwie West Sussex w Anglii.

## Miasta
- Chichester
- Midhurst
- Petworth
- Selsey

## Inne miejscowości
Alfold Bars, Apuldram, Balls Cross, Barlavington, Bedham, Bepton, Bignor, Birdham, Bosham, Bosham Hoe, Boxgrove, Bury, Byworth, Charlton, Chithurst, Coates, Cocking, Colworth, Compton, Didling, Donnington, Dumpford, Duncton, Earnley, Eartham, Easebourne, East Dean, East Harting, East Lavant, East Lavington, East Marden, East Wittering, Ebernoe, Egdean, Elsted, Elsted and Treyford, Fernhurst, Fishbourne, Fittleworth, Funtington, Graffham, Halnaker, Hammer Bottom, Hammer, Harting, Heyshott, Hunston, Hurst, Ifold, Iping, Kirdford, Linch, Linchmere, Lodsworth, Loxwood, Lurgashall, Merston, Milland, North Marden, North Mundham, Northchapel, Nutbourne, Nyewood, Oving, Plaistow, Rake, Rogate, Runcton, Selham, Sidlesham, Singleton, South Ambersham, South Harting, South Mundham, Southbourne, Stedham, Stedham with Iping, Stopham, Stoughton, Sutton, Tangmere, Tillington, Treyford, Trotton, Up Marden, Upperton, Upwaltham, Walderton, West Burton, West Dean, West Harting, West Itchenor, West Lavington, West Marden, West Thorney, West Wittering, Westbourne, Westhampnett, Wisborough Green.